# Daniel Georg Silfversparre
Daniel Georg Silfversparre, född 8 september 1740 i Gällaryds socken, Jönköpings län, död 30 november 1790, var en svensk militär och amatörmusiker.

## Bakgrund
Daniel Georg Silfversparre var son till hovjägmästaren Lars Johan Silfversparre till Os och Amalia Ulrica Lilljenberg samt bror till Adolf Fredrik Silfversparre. Som femtonårig blev han löjtnant vid Bohusläns dragonregemente, kapten 1771, premiärmajor 1774 och överste i armén 1772. Han var både i svensk och hessisk tjänst och var riddare av Svärdsorden.
Han invaldes som ledamot nr 30 av Kungliga Musikaliska Akademien den 11 mars 1772.
Silfversparres hustru var hovfröken grevinnan Catharina Sofia Sinclair som var hovmästarinna hos prinsessan Sofia Albertina. De fick två döttrar, den äldsta ogift och den andra gift med en Hamilton af Hageby men äktenskapet slutade i skilsmässa.